# 佐藤さい子
佐藤 さい子（さとう さいこ）は、東京都新宿区出身の舞台美術家・舞台監督。
舞台美術家協会会員。「atelier TIMELAG」主宰。
東京造形大学造形学部美術1類に在学中より劇団扉座の作品などに美術スタッフとして参加。
以後、舞台だけにとどまらず、絵画、
円谷プロダクション制作によるウルトラシリーズのタイトルデザインなど、幅広く活躍する。

## 舞台
- 『銀色の少年』
  - 作：紺野泰介 演出：岸 哲生
  - 美術：佐藤さい子
  - 会場：東京芸術劇場

- 『あした』
  - 脚色・演出：立川志らく
  - 原作：赤川次郎「午前0時のわすれもの」
  - 美術：佐藤さい子
  - 会場：新宿紀伊國屋ホール

## イベント
- 東京ゲームショウ2005 『ときめきメモリアルONLINE』
  - 台本・演出・進行：佐藤さい子
  - 統括：コナミ